# 이선영 (기업인)
이선영(1975년 7월~)는 대한민국의 기업인이다. 현재 CJ ENM 커머스부문 대표이사을 역임하고 있다.

## 출신 학교
- 경희대학교 섬유공학과 학사

## 경력
- 2000.12~2019.02 CJ ENM 커머스부문 MD사업본부
- 2019.03~2022.02 CJ ENM 커머스부문 브랜드사업부장
- 2022~2024.03 CJ ENM 커머스부문 MD본부장
- 2024.04~2024.10 CJ ENM 커머스부문 사업총괄
- 2024.11~ CJ ENM 커머스부문 대표이사
  - CJ ENM 보상위원회 위원